# Daniel González (Fußballspieler, 1953)
Daniel Ángel González Puga (* 22. Dezember 1953 in Montevideo; † 1. Februar 1985 in Rio de Janeiro) war ein uruguayischer Fußballspieler. Der Abwehrspieler war bei Klubs in Uruguay und Brasilien aktiv.

## Karriere
Daniel González begann seine Karriere in seiner uruguayischen Heimat und spielte für Nacional Montevideo und nach einer Station in Paraguay bei Cerro Porteño für CA Fénix. 1978 wechselte der Defensivakteur nach Brasilien und verbrachte dort eine erfolgreiche Zeit, wo er unter anderem bei Corinthians São Paulo mit Südamerikas Fußballer des Jahres Sócrates zusammen spielte. 1983 wechselte González zu CR Vasco da Gama aus Brasiliens Metropole Rio de Janeiro. Nach einer Feier im Februar 1985 bei Teamkollege Cláudio Adão starb González bei einem Autounfall.

## Erfolge
Corinthians São Paulo
- Staatsmeister von São Paulo: 1982, 1983